# Servethouder

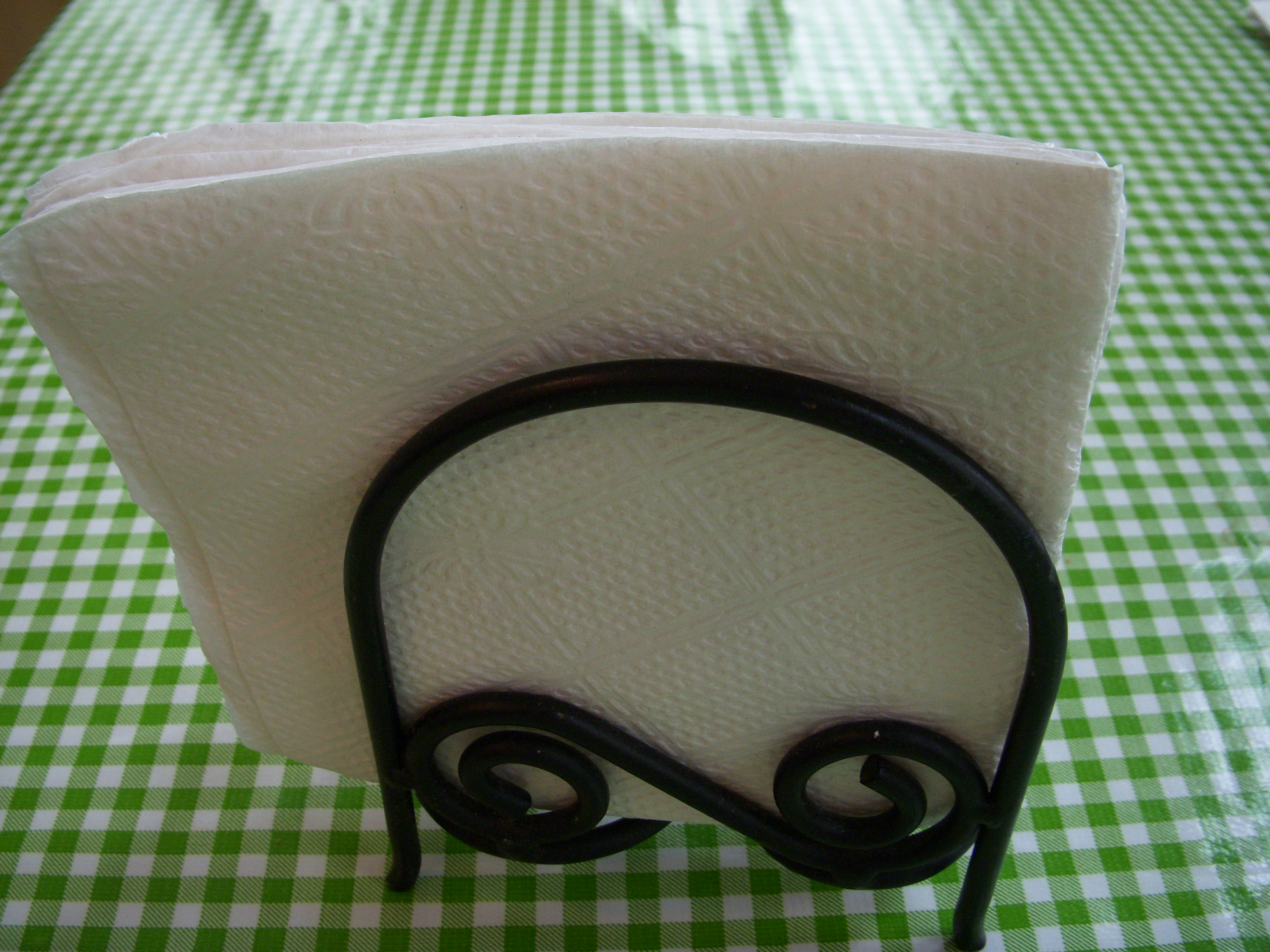
Verticale servethouder

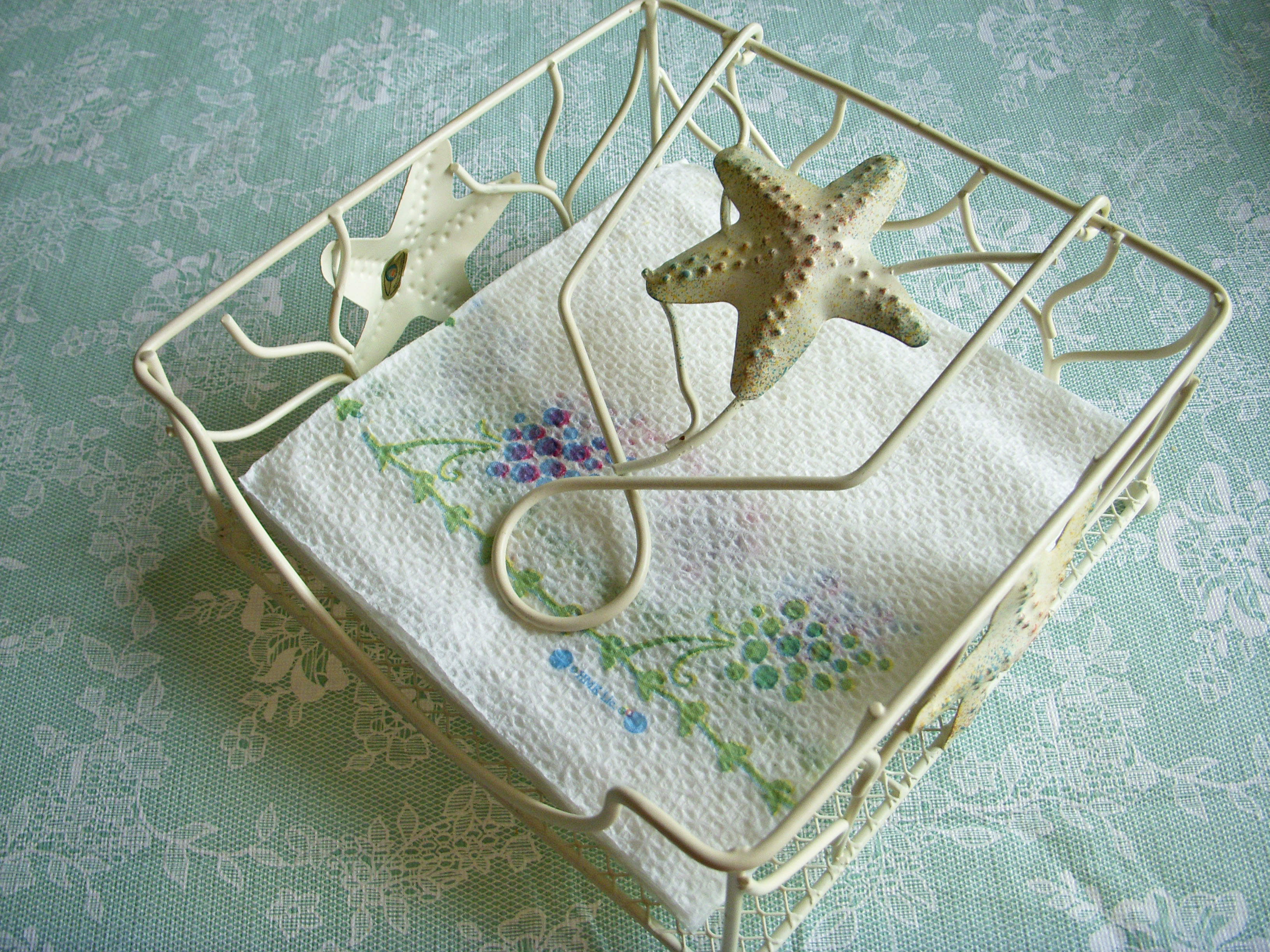
Horizontale servethouder

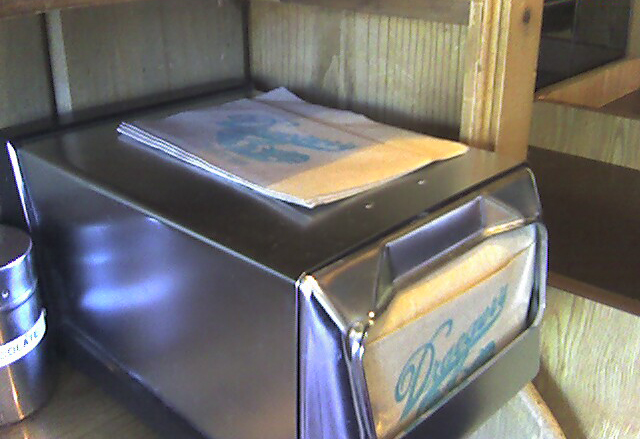
Horecamodel

Een servethouder is een voorwerp dat wordt gebruikt om papieren servetten te presenteren.
Servethouders worden zo ontworpen, dat de servetten worden vastgeklemd tussen twee delen van de servethouder of dat de servetten worden neergedrukt door een soort presse-papier. De servethouder is typisch een designproduct. Er bestaan zowel modellen waarin de servetten liggen, als waarin ze staan.
In horeca-instellingen wordt vaak gebruikgemaakt van bakjes, veelal van metaal, met aan een kant een opening waardoor de servetten gepakt kunnen worden. De servetten worden tegen de opening geduwd met een veer.